# پوستو شیلووو
پوستو شیلووو (به صربی: Pusto Šilovo) یک منطقهٔ مسکونی در صربستان است که در مدوجا واقع شده‌است. پوستو شیلووو ۷۴ نفر جمعیت دارد.